# تشيت هنتلي
تشيستر روبرت «تشيت» هنتلي (بالإنجليزية: Chester Robert "Chet" Huntley) (في الفترة من 10 ديسمبر 1911 حتى 20 مارس 1974) كان مذيعًا أمريكيًا لنشرات الاخبار التليفزيونية، ولكنه اشتهر لاشتراكه في إذاعة البرنامج الإخباري المسائي في هيئة الإذاعة الوطنية، المعروف باسم تقرير هنتلي وبرينكلي (The Huntley-Brinkley Report)،  لمدة 14 عامًا ابتداءً من عام 1956.

## النشأة
ولد هنتلي في كاردويل، مونتانا، وهو الابن الوحيد والأكبر لأربعة أبناء لبيرسي آدمز هنتلي (Percy Adams Huntley) وبلانش وادين (Blanche Wadine) (ني née تاثام Tatham) هنتلي. كان والده يعمل مشغل تلغراف في شركة نورثرن باسيفيك للسكك الحديدية، ولد وترعرع تشيت الشاب في المربعات السكنية المخصصة للعاملين في محطة قطار كاردويل. وكانت الأسرة كثيرة الترحال، حيث أقاموا في كاردويل عندما كان طفلاً، ثم انتقلوا إلى ساكو وويلو كريك ولوغان وبيج تيمبر ونوريس ووايت هول وثري فوركس.
تخرج من مدرسة وايت هول الثانوية في وايت هول، ودرس في كلية ولاية مونتانا في بوزيمان، حيث كان عضوًا في اتحاد أخوية سيجما ألفا إيبسلون. ودرس أيضًا في كلية كورنيش للآداب في سياتل قبل تخرجه من جامعة واشنطن في عام 1934، حيث حصل على شهادة البكالوريوس في الخطابة والدراما.

## التاريخ المهني
بدأ هنتلي عمله في قراءة نشرة الأخبار الإذاعية في إذاعة كيرو إيه إم KIRO بمدينة سياتل، وعمل في وقت لاحق في المحطات الإذاعية في سبوكان (KHQ) وبورتلاند. وانتقل في عام 1937 للعمل في محطة كي إف آي (KFI) في لوس أنجلوس، وانتقل لمحطة سي بي إس (CBS) من عام 1939–51، ثم انتقل إلى هيئة الإذاعة الأمريكية (ABC) من عام 1951-1955. وفي عام 1955، التحق بشبكة إن بي سي (NBC)، حيث اعتبره المديرون التنفيذيون للشبكة خليفة إد مورو (Ed Murrow)."
وفي عام 1956، كانت تغطية المعاهدات السياسية الوطنية نقطة فخر لتلك المؤسسات الإخبارية الناشئة. وكان المديرون التنفيذيون لمحطة إن بي سي يسعون لمواجهة زيادة شعبية والتر كرونكايت (Walter Cronkite) في محطة سي بي إس (CBS) الذي حقق نجاحات هائلة في تغطية معاهدات عام 1952. وقرروا الاستغناء عن مذيع نشرة الأخبار، جون كاميرون سويزي (John Cameron Swayze)، ولكن كان هناك تباين في الآراء عن هوية المذيع الجديد. وكان المتنافسان الرئيسيان هما هنتلي وديفيد برينكلي (David Brinkley). وكان القرار النهائي أن يتقاسم كلا الرجلين هذه المهمة. وظهرت الكيمياء بين كلا الرجلين من البداية، أثناء تقديم هنتلي على الهواء مباشرة والذي قوبل بفكاهة لاذعة من جانب برينكلي.
وسرعان ما أدى هذا النجاح إلى إحلال الفريق محل سويزي في البرنامج المسائي للشبكة. وتقرر اختيار هذين الرجلين للاشتراك في عرض البرنامج، على أن يعرض هنتلي من الاستوديو من مدينة نيويورك، ويجلس برينكلي في استوديو واشنطن العاصمة وبدأ برنامج تقرير هنتلي وبرينكلي في أكتوبر 1956 وسرعان ما كُلل بالنجاح. وابتكر منتج البرنامج روفين فرانك (Reuven Frank) التعبير الشائع عند انتهاء البرنامج «ليلة سعيدة، تشيت» - «ليلة سعيدة، ديفيد... وليلة سعيدة لمحطة إن بي سي الإخبارية». ورغم أن كلا المذيعين أعربا عن عدم تقبلهما لذلك في بداية الأمر، إلا أن تلك الجملة نالت شهرة واسعة. وحقق هنتلي وبرينكلي شهرة كبيرة بنفسيهما، حيث أظهرت نتائج استطلاعات الرأي أنهما أشهر من جون واين (John Wayne) أو كاري غرانت (Cary Grant) أو جيمي ستيوارت (Jimmy Stewart) أو فريق البيتلز (Beatles). ومع ذلك ظل هنتلي اجتماعيًا كما هو، حيث علق أحد أصدقائه في عام 1968 عليه قائلاً: «تشيت صديق حميم وودود، إنه غير متكلف، إنه -- حسن الخلق، إنه لطيف كالنسيم.»
وفي أبريل من عام 1956، قبل عام المعاهدات السياسية التي اشتهر بسببها، بدأ هنتلي عمله كمذيع لبرنامج جديد مدته نصف ساعة بعنوان «وجهة نظر» (Outlook) من إنتاج روفين فرانك. واستمر هذا البرنامج يُبث على الهواء لمدة سبعة أعوام، وتغير اسمه في وقت لاحق إلى «تقرير تشيت هنتلي (Chet Huntley Reporting)»، وغالبًا كان يغطي مواضيع التفرقة العنصرية والحقوق المدنية. وفي يناير عام 1962، تغير موعد هذا البرنامج من الفترة المحددة للأخبار المسائية يوم الأحد ليُبث في ساعة ذروة المشاهدة.
سجل هنتلي مذكرات طفولته في مونتانا في كتاب بعنوان، سنوات الكرم: ذكريات في زمن الصبا (The Generous Years: Remembrances of a Frontier Boyhood)، التي نشرتها راندوم هاوس (Random House) في عام 1968. وأصبح كذلك مشاركًا في وكالة للدعاية والإعلان بنيويورك، مع كل من ليفين (Levine) وهنتلي وشميت (Schmidt) وبلابلير (Plapler) وبيفر (Beaver) وحصل على نسبة 10% من أسهم الوكالة في مقابل وضع اسمه على خطابات الوكالة الرسمية وحضور بعض اجتماعاتها.
وبُثت آخر نشرة أخبار لهنتلي على الهواء في محطة إن بي سي نيوز في 31 يوليو 1970. حيث عاد مرة أخرى إلى مونتانا، حيث أنشأ بيج سكاي من تصميمه، وهو منتجع تزلج يقع جنوب بوزيمان، والذي افتتح في ديسمبر 1973.

## وفاته
توفي هنتلي بعد إصابته بمرض سرطان الرئة في مارس عام 1974 في منزله في بيج سكاي عن عمر يناهز 62 عامًا، قبل ثلاثة أيام من مراسم افتتاح بيج سكاي. وكُرم هنتلي بإنشاء نصب تذكاري له في كنيسة الجنود الصغيرة على أرض منتجع بيج سكاي. واشترت شركة منتجع بوين الولايات المتحدة الأمريكية للمنتجعات السياحية منتجع بيج سكاي في عام 1976 وتملكته وتديره منذ ذلك الحين. ودُفن هنتلي في مقبرة بتلال الغروب في بوزيمان، مونتانا، والتي تبعد فقط 50 ميلاً شرق كاردويل، مونتانا مسقط رأسه.

## زواجه
كان أول زواج لهنتلي، من إنجريد رولين (Ingrid Rolin) التي أنجب منها ابنتين، وانتهت علاقتهما بالطلاق في عام 1959. وبعد ذلك بعام، عندما كان في الثامنة والأربعين، تزوج من تيبي سترينجر (Tippy Stringer) (المولودة في 1930 والتي توفيت في عام 2010). وبعد وفاة هنتلي، تزوجت تيبي من الأرمل وليام كونراد (William Conrad) (من 1920 إلى 1994)، نجم المسلسل التليفزيوني كانون البوليسي الذي كان يذاع على قناة سي بي إس' .

## تراثه
ظهر هنتلي في حوار تليفزيوني مع الإعلامي ديك كافيت قبل أيام من تقاعده، وهذا الحوار متاح على دي في دي عرض ديك كافيت: رموز روك، الأسطوانة رقم 2. حيث تحدث هنتلي في هذا البرنامج عن وجهات نظره السياسية المحافظة في القضايا الاقتصادية، ولكنها متحرره في القضايا الاجتماعية. ورغم ذلك، أصر على التأكيد لكافيت والضيوف الآخرين أنه بذل جهدًا كبيرًا لكي لا تؤثر وجهات نظرة الشخصية المعاكسة على تقاريره خلال السنوات التي قضاها كصحفي.
وفي عام 2003، نشرت السيرة الذاتية التي كتبتها ليل جونستون (Lyle Johnston) بعنوان ليلة سعيدة تشيت، (Good Night Chet) بواسطة دار نشر مكفارلاند (McFarland).

## وصلات خارجية
- تشيت هنتلي على موقع IMDb (الإنجليزية)
- تشيت هنتلي على موقع الموسوعة البريطانية (الإنجليزية)
- تشيت هنتلي على موقع إن إن دي بي (الإنجليزية)
- تشيت هنتلي على موقع قاعدة بيانات الفيلم (الإنجليزية)
- [<a href="http://www.imdb.com/name/nm0403142/">http://www.imdb.com/name/nm0403142/</a> IMDB.com] - Chet Huntley
- [<a href="http://www.museum.tv/archives/etv/H/htmlH/huntleychet/huntleychet.htm">http://www.museum.tv/archives/etv/H/htmlH/huntleychet/huntleychet.htm نسخة محفوظة 9 أكتوبر 2009 على موقع واي باك مشين.</a> Museum.tv] - Chet Huntley
- [<a href="http://www.youtube.com/watch?v=HTU5lPzKvjI">http://www.youtube.com/watch?v=HTU5lPzKvjI</a> YouTube clip of Huntley-Brinkley Report, August 1, 1966]
- [<a href="http://www.youtube.com/watch?v=uYf3eyRjfYA">http://www.youtube.com/watch?v=uYf3eyRjfYA</a> YouTube clip of Huntley's farewell at the end of the Huntley-Brinkley Report on July 31, 1970]
- تشيت هنتلي على موقع فايند أغريف